# جابر شاکر
جابر شاکر (عربی: جابر شاكر؛ زادهٔ ۱ ژانویهٔ ۱۹۸۷) بازیکن فوتبال اهل عراق است.
از باشگاه‌هایی که در آن بازی کرده‌است می‌توان به باشگاه فوتبال الکهربا، باشگاه ورزشی الطلبه، باشگاه ورزشی الزورا، باشگاه فوتبال النفط، و باشگاه فوتبال الشرطه (عراق) اشاره کرد.
وی همچنین در تیم‌های ملی فوتبال عراق بی، و عراق، بازی کرده‌است.